# 21. U-Flottille

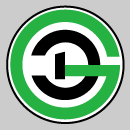
Kennzeichen der 21. U-Flottille

Die 21. Unterseebootsflottille, kurz 21. U-Flottille und vormals Unterseebootschulflottille, war ein militärischer Verband der ehemaligen deutschen Kriegsmarine im Zweiten Weltkrieg. Es war eine reine Ausbildungsflottille.

## Geschichte
Ende Mai 1935 wurde der „Schulverband der Unterseebootschule“ in Kiel-Wik gebildet. Er unterstand der dort stationierten und aus der 1933 gebildeten U-Boot-Abwehrschule durch Umbenennung zum gleichen Zeitpunkt hervorgegangenen U-Bootschule. Die Schule verlegte am 11. Mai 1937 nach Neustadt in Holstein. Chef des Schulverbands war bis November 1937 der Kommandeur der U-Bootschule, FKpt/KzS Kurt Slevogt.
Am 1. November 1937 wurde der Schulverband in die „Unterseebootschulflottille“ (U.S.Fl.) und den „Unterseebootabwehrverband“ aufgeteilt. Dem Schulverband und in der Folge der Unterseebootschulflottille waren die kleinen U-Boote U 1, U 2, U 3, U 4, U 5, U 6 sowie im September 1935 und wieder ab April 1939 U 10, ab 1937 U 7 und U 8 (1940 zur U-Boot-Abwehrschule) und mit Unterbrechungen U 11 unterstellt. In der Folge kam es zu zahlreichen Wechseln, aber auch zu Bootsverlusten. Von Juli bis Oktober 1935 war das U-Boot-Begleitschiff Saar dem Verband als Führer- und Wohnschiff zugeteilt.
Gleichzeitig mit der Umbenennung der U-Bootschule in die 1. Unterseebootslehrdivision am 13. Juni 1940 wurde die U-Bootschulflottille in 21. Unterseebootsflottille umbenannt und nach Pillau verlegt. Von Juli 1940 bis Juni 1944 war die Donau Begleitschiff der Flottille. Mit der Einrichtung des Kommandierenden Admiral der Unterseeboote beim BdU im März 1943 wechselte die Flottille mit der ihr übergeordneten Division unter das Höhere Kommando der Unterseebootsausbildung.
Die Flottille blieb bis Ende Februar 1945 in Pillau. Als die sowjetischen Angriffe auf Pillau zunahmen, wurde die Flottille am 28. Februar 1945 aufgelöst und die verbliebenen Boote der Flottille verlegten nach Deutschland.

## Chefs U-Schulflottille/21. U-Flottille
| Von                | Bis                | Dienstgrad | Name                                                                          |
| ------------------ | ------------------ | ---------- | ----------------------------------------------------------------------------- |
| 1. November 1937   | 7. April 1940      | KptL       | Heinz Beduhn                                                                  |
| 8. April 1940      | 21. Juni 1943      | KKpt       | Paul Büchel (zugleich Kommandeur der I. Abt./1. U.L.D.)                       |
| 22. Juni 1943      | 20. September 1944 | KKpt       | Otto Schuhart (zugleich bis 30. Januar 1944 Kommandeur der I. Abt./1. U.L.D.) |
| 21. September 1944 | März 1945          | KptLt      | Herwig Collmann                                                               |

## Boote
Insgesamt waren dem Schulverband, später der Unterseebootschulflottille und der 21. U-Flottille während ihres Bestehens U-Boote der Typen IIA, IIB, IIC, IID, VIIA, VIIB, VIIC und IX unterstellt. Es handelte sich um die Boote:
U 1, U 2, U 3, U 4, U 5, U 6, U 7, U 9, U 10, U 11, U 20, U 21, U 23, U 24, U 29, U 34, U 38, U 48, U 60, U 61, U 62, U 72, U 80, U 101, U 120, U 121, U 139, U 141, U 148, U 151, U 152, U 236, U 251, U 291, U 368, U 416, U 430, U 555, U 704, U 708, U 712, U 720, U 733, U 746, U 922, U 977, U 1103, U 1195, U 1196, U 1197, U 1198, U 1201, U 1204